# Протестантизм на Мальдивах
Протестантизм на Мальдивах не имеет большого числа последователей, его исповедуют около 0,2 % населения этой страны. Подавляющее большинство мальдивцев исповедуют ислам, он же считается национальной религией в этом государстве.

## Современное положение
На Мальдивах ислам является государственной религией и в этой стране нет свободы вероисповедания. В последнее время христиане на Мальдивах подвергаются значительной дискриминации. Президент Момун Абдул Гаюм заявил, что независимость страны будет потеряна, если Мальдивы перестанут быть мусульманской страной.
В 2008 году был принят закон, запрещающий предоставлять гражданство страны немусульманам. Кроме того, тот, кто будет уличён в исповедании любой другой религии, кроме ислама, будет лишён гражданства. Под угрозой ареста запрещено прослушивание и христианских радиопроповедей на мальдивском языке, которые ведутся с Сейшельских Островов.
По итогам исследования международной организации «Open Doors» за 2014 год, Мальдивы занимают 7-е место в списке стран, где притесняют права христиан. Местные протестанты, как и представители других запрещённых вероисповеданий, не могут открыто практиковать свою религию, находятся под давлением государства и подвергаются различным формам дискриминации, вплоть до арестов, пыток и высылки из страны. Несмотря на обвинения в дискриминации христиан (особенно со стороны Шри-Ланки на официальном уровне), мальдивское правительство отвергает любую информацию о нарушении прав верующих, в том числе информацию об арестах христиан, и заявляет, что подобные сведения являются заведомо ложными.